# ジェイミー・ジョセフ
ジェームス・フィティヌイ・ジョセフ（James Whitinui Joseph,  1969年11月21日 - ）は、ニュージーランド・マールボロ出身のラグビーユニオンの元選手、指導者。2016年から2023年までラグビー日本代表ヘッドコーチを務めた。短縮形を用いたジェイミー・ジョセフ（Jamie Joseph）として広く知られる。

## 来歴
現役時代のポジションはフランカー、ロック及びNo.8。身長196cm、体重105kg（公式発表）。
オタゴ大学卒業後、1989年よりニュージーランド・オタゴ州代表として、また1991年からはニュージーランド・マオリ代表、そして1992年からニュージーランド代表としてプレーし、20Capを獲得した。
ワールドカップ1995では、日本から大会史上最大の145点を得た試合や、南アフリカとの決勝戦に出場した。
その後2000年まで日本の西日本社会人リーグであるサニックス（現・宗像サニックスブルース）に所属。
日本代表としてワールドカップ1999に出場し、日本代表9Capを獲得した。日本在住の経験もあって、簡単なやりとりならば日本語で話すことが出来る。
2003年から指導者に転じ、ウェリントン代表のアシスタントコーチとヘッドコーチ、マオリ・オールブラックスのヘッドコーチを歴任。2011年よりスーパーラグビー・ハイランダーズのヘッドコーチに就任し、2015年はスーパーラグビー初優勝を達成した。
2016年1月21日、日本ラグビーフットボール協会はエディー・ジョーンズの後任として日本代表ヘッドコーチに就任することが発表された。契約期間は2019年12月まで。2015-2016シーズンまでハイランダーズとの契約が残っていたため、日本代表ヘッドコーチへの就任はスーパーラグビー全日程終了後の2016年9月となった。それまでの間は、中竹竜二およびマーク・ハメットがヘッドコーチを代行した。
ワールドカップ2019日本大会では、ジョセフ率いる日本代表がアイルランド代表やスコットランド代表を破るなどプール戦4戦全勝で史上初となるW杯ベスト8進出を達成した。その手腕が高く評価され、ワールドラグビーが選出する2019年の年間最優秀コーチ賞にノミネートされたほか、日本ラグビー協会選定、2019ジャパンラグビーコーチングアワードの特別大賞を受賞した。
ワールドカップ2019前後、ニュージーランド代表の新ヘッドコーチ候補に名前が挙げられていたが、日本代表ヘッドコーチの契約を更新した。新たな契約期間は2023年12月末まで。
2024年の初めからハイランダーズで、選手獲得やコーチ陣サポートなどを行う新役職「ヘッド・オブ・ラグビー（Head of Rugby）」に4年契約で就任することが、2023年8月10日に同チームから発表された。ハイランダーズへの復帰は9年ぶり。
2023年10月14日、日本代表ヘッドコーチを退任し、離日した。
2024年7月9日、ハイランダーズのヘッドコーチに就任した。11月に行われる静岡ブルーレヴズの延岡キャンプ（宮崎県）にスポットコーチとして5日間帯同した。